# Vysoká nad Kysucou
Vysoká nad Kysucou es un municipio del distrito de Čadca en la región de Žilina, Eslovaquia, con una población estimada a final del año 2024 de 2437 habitantes.
Se encuentra ubicado al noroeste de la región, cerca del curso alto del río Váh (cuenca hidrográfica del Danubio) y de la frontera con la República Checa y Polonia.

## Demografía
| Año        | 1994 | 2004    | 2014    | 2024     |
| ---------- | ---- | ------- | ------- | -------- |
| Población  | 3152 | 2984    | 2709    | 2437     |
| Diferencia |      | −5,32 % | −9,21 % | −10,04 % |

| Año        | 2023 | 2024    |
| ---------- | ---- | ------- |
| Población  | 2487 | 2437    |
| Diferencia |      | −2,01 % |